# Six Flags
Six Flags, Inc. (in italiano: Sei Bandiere) è una catena di parchi divertimento con sede negli Stati Uniti.
Nel 2019 Six Flags ha ospitato nei propri parchi 32,8 milioni di visitatori.
L'azienda fu fondata in Texas.

## Storia

### Primi anni

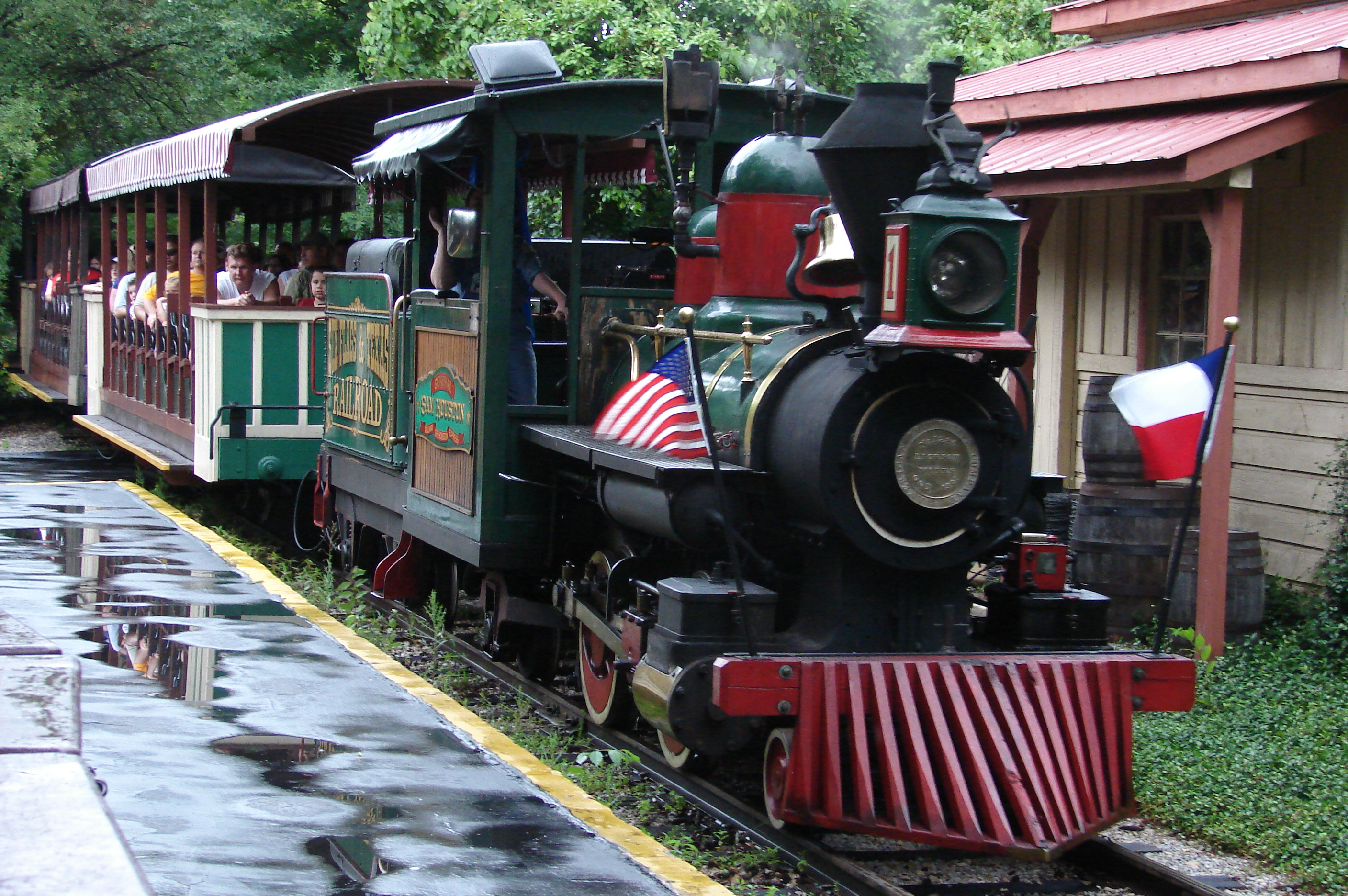
Six Flags Railroad al Six Flags over Texas nel 2007

Il nome Six Flags si riferisce alle sei bandiere delle sei entità nazionali che hanno governato il Texas nel corso della storia: Spagna, Francia, Messico, gli Stati Confederati d'America, la Repubblica del Texas e, infine, gli Stati Uniti d'America.
La catena Six Flags nacque nel 1954 con la creazione del parco Six Flags Over Texas per mano di Angus G. Wynne ad Arlington, nel Texas. Inizialmente il fondatore voleva creare un villaggio sul tema dei nativi americani ma il 1º agosto 1961 al momento dell'inaugurazione del parco il progetto originale era stato trasformato in un parco tematico in sei aree (una per ogni nazione che aveva in passato controllato il Texas), in quella giornata arrivarono oltre 8.000 persone. Il biglietto d'ingresso costava 2,75 $ per gli adulti e 2,25 $ dollari per i bambini, il parcheggio a pagamento costava 0,50 $.

### Crescita e acquisizioni
Il parco di Arlington (Texas) fu venduto da Wynne nel 1966 a una sussidiaria della Pennsylvania Railroad, che in quel periodo cercava di diversificare i propri investimenti. Grazie al nuovo afflusso di capitali del grande gruppo acquirente fu aperto il secondo parco Six Flags Over Georgia ad Austell nel 1967. Nel 1968 la PR si fuse con la New York Central Railroad per formare la Penn Central) e l'ulteriore afflusso di capitali portò alla fondazione del Six Flags Over Mid-America nel 1971 (in seguito ribattezzato Six Flags Saint Louis). Questi tre parchi sono tuttora gli unici fondati dalla compagnia e non acquistati da altri operatori.
La compagnia ha continuato negli anni seguenti una politica di acquisizione di strutture indipendenti. Il primo acquisto fu il parco Astroworld nel 1975 (sempre in Texas), poi dopo due anni il Great Adventure nel New Jersey e nel 1979 il Magic Mountain in California. Nel 1982 la Penn Central vendette la Six Flags alla Bally, questo diede un'ulteriore spinta alla politica di espansione e portò all'acquisto del Great America nel 1984 dalla famosa catena di alberghi Marriott. Il Great America inoltre deteneva dei diritti sui Looney Tunes pertanto quest'ultimo acquisto fornì indirettamente alla Six Flags i diritti per usare i personaggi della Warner Bros. nei propri parchi.
Nel 1987 la Bally vendette tramite leveraged buyout la Six Flags alla Wesray Capital Corporation, da questa passò nelle mani della Time Warner attraverso dei complicati passaggi che videro tra i proprietari momentanei anche il Blackstone Group e la Wertheim Schroder & Company. La Time Warner completerà la totale acquisizione nel 1993 cambiando il nome dell'azienda da Six Flags Corp. a Six Flags Theme Parks, Inc.
Nel 1996 Six Flags comprò il Fiesta Texas a San Antonio.

### Acquisizione della Six Flags dalla Premier Parks
Six Flags Theme Parks, Inc. fu interamente acquistata il 1º aprile 1998 dalla Premier Parks per 1,86 miliardi di dollari. La Premier iniziò ad applicare il marchio Six Flags anche ai propri parchi di piccole dimensioni, tra cui il Darien Lake, Elitch Gardens, Kentucky Kingdom, America, discovery kingdom, Kentucky Kingdom ohio(poi divenuto six flags world of adventure), New England, Mexico e infine The Great Escape.
Nel 2000 la Premier Parks ha assunto il nome di Six Flags Theme Parks, Inc. e continuò la politica di rinominare i marchi sfruttando la fama del marchio Six Flags. Per via di questa politica il numero delle strutture crebbe vistosamente portando la compagnia ad un periodo di espansione ininterrotta.
Nel 2001 la Six Flags comprò il SeaWorld di Ohio dalla Busch Entertainment Corporation, fondendolo con l'adiacente Six Flags Ohio e rinominando il complesso Six Flags Worlds of Adventure. L'operazione fu motivata dal desiderio di spezzare il dominio del vicino Cedar Point della rivale Cedar Fair, sempre nello stesso anno l'azienda comprò anche il parco in Canada chiamato La ronde.

### Difficoltà finanziarie
La compagnia operò in perdita ogni anno a partire dal 1998, totalizzando oltre 2 miliardi di debiti, che gli analisti addebitarono all'espansione troppo rapida ed esagerata e alla pessima gestione del management. Nel 2004 la Six Flags iniziò a chiudere e a vendere alcune proprietà per tentare di alleviare il pesante debito della società. Il 10 marzo fu raggiunto l'accordo per la vendita di tutti i parchi europei alla Star Parks Group, con l'eccezione del Movie World Park di Madrid che fu venduto alla Time Warner e ribattezzato Parque Warner Madrid. In aprile fu venduto il Worlds of Adventure alla grande rivale Cedar Fair.
Tra il 2005 e il 2006 molti altri parchi furono venduti ad operatori concorrenti, racimolando centinaia di milioni di dollari per risanare il debito.

## Caratteristiche
La catena è proprietaria di alcuni dei più famosi parchi divertimento statunitensi e si pone direttamente in contrapposizione con il modello Disneyland: le strutture della compagnia Six Flags infatti, seppur di dimensioni enormi, si caratterizzano per la spettacolarità tecnica, adrenalinica e meccanica delle attrazioni presenti ma raramente per le tematizzazioni e per le scenografie delle stesse. In definitiva si può affermare che i parchi Six Flags sono essenzialmente meccanici e adrenalinici e pertanto si rivolgono prevalentemente ad un pubblico giovanile ed adolescenziale. Per questo motivo, sua diretta rivale è la società Cedar Fair, proprietaria di altri parchi tra cui il celebre Cedar Point. Recentemente però, la Six Flags ha operato e continua tuttora nell'ottica di estendere la propria offerta anche verso un pubblico più familiare. A fine anni novanta la società prese in gestione anche alcune strutture europee (olandesi, francesi e belghe), successivamente cedute in seguito alla crisi dei parchi divertimento statunitensi dovuta agli attentati dell'11 settembre 2001.
Nel 2011 la società ha celebrato il cinquantesimo anno di attività. Il primo parco della catena venne inaugurato nel 1961 nello stato del Texas. Il nome stesso della compagnia si riferisce al numero delle nazioni e confederazioni che governarono in passato il Texas.
La catena possedeva la montagna russa più alta del mondo: "Kingda Ka", (altezza 139 metri, velocità 206 km/h) nel parco Six Flags Great Adventure, demolita fra il 20 gennaio e il 1º marzo 2025.

## Proprietà della Six Flags

### Proprietà attuali

#### Parchi di divertimento
(PP) = Acquistati dalla Premier Parks nel 1998
| Nome                             | Luogo                      | Anno apertura | Anno acquisizione | Note |
| -------------------------------- | -------------------------- | ------------- | ----------------- | --- |
| Darien lake                      | Darien, New York           | 1981          | 2018              | Acquistato dalla premier park . il parco resta comunque di proprietà di EPR Properties |
| Frontier city                    | Oklahoma City, Oklahoma    | 1958          | 2018              | Acquistato dalla premier park . il parco resta comunque di proprietà di EPR Properties |
| The Great Escape (PP)            | Queensbury, New York       | 1954          | 1996              | dal 2011 il nominativo cambia chiamandosi solo The Great Escape. |
| La Ronde                         | Montréal, Quebec, Canada   | 1967          | 2001              | Acquistato dalla città di Montréal ed aperto in occasione dell'Expo del 1967. |
| Six Flags America (PP)           | Upper Marlboro, Maryland   | 1973          | 1992              | Era precedentemente conosciuto come Adventure World. |
| Six Flags Discovery Kingdom (PP) | Vallejo, California        | 1968          | 1997              | Originariamente aperto come Marine World Africa. Venne prima ribattezzato Six Flags Marine World e infine con il nome attuale nel 2007.                                                              |
| Six Flags Fiesta Texas           | San Antonio, Texas         | 1992          | 1998              | Originariamente di proprietà di USAA, è stato gestito dalla Gaylord Entertainment dal 1992 al 1995. Six Flags ha assunto la gestione parco nel 1996, ed è stato poi acquistato a metà stagione 1998. |
| Six Flags Great Adventure        | Jackson, New Jersey        | 1974          | 1977              | Ora il Six Flags Wild Safari è attaccato al parco divertimento, rendendolo il più grande parco a tema del mondo.                                                                                     |
| Six Flags Great America          | Gurnee, Illinois           | 1976          | 1984              | Acquistato dalla Marriott Corporation, e conosciuto precedentemente come Marriott's Great America.                                                                                                   |
| Six Flags Magic Mountain         | Valencia, California       | 1971          | 1979              | Acquistato dalla Newhall Land and Farming Company. |
| Six Flags México                 | Città del Messico, Messico | 1982          | 1999              | Acquistato dalla Reino Aventura e ribattezzato nel 2000 con il nome attuale. |
| Six Flags New England (PP)       | Agawam, Massachusetts      | 1870          | 1997              | Ribattezzato nel 2000. |
| Six Flags Over Georgia           | Austell, Georgia           | 1967          | N/A               | Come il Six Flags Over Texas, il parco è di proprietà di una limited partnership e gestito dalla Six Flags.                                                                                          |
| Six Flags Over Texas             | Arlington, Texas           | 1961          | N/A               | Il primo parco Six Flags. la proprietà e posseduta da una limited partnership e gestita dalla Six Flags.                                                                                             |
| Six Flags Saint Louis            | Eureka, Missouri           | 1971          | N/A               | Ultimo parco aperto direttamente dalla Six Flags. Inizialmente chiamato Six Flags Over Mid-America (cambiò il nome nel 1996). È l'unico parco originale totalmente di proprietà della Six Flags.     |

#### Parchi acquatici

##### All'aperto
| Nome                                  | Luogo                   | Anno Apertura | Anno Acquisizione | Note |
| ------------------------------------- | ----------------------- | ------------- | ----------------- | --- |
| Six Flags Hurricane Harbor            | Mitchellville, Maryland | 1982          | 1992              | Situato dentro il Six Flags America.                                                                                          |
| Six Flags Hurricane Harbor            | Guarnee, Illinois       | 2005          | N/A               | Situato dentro il Six Flags Great America. Gli ospiti senza un pass stagione sono tenuti a pagare un supplemento per entrare. |
| Six Flags Hurricane Harbor            | Agawam, Massachusetts   | 1997          | 1998              | Situato dentro il Six Flags New England                                                                                       |
| Six Flags Hurricane Harbor            | Austell, Georgia        | 2014          | N/A               | Situato dentro il Six Flags Over Georgia.                                                                                     |
| Six Flags Hurricane Harbor            | Eureka, Missouri        | 1999          | N/A               | Situato dentro il Six Flags Saint Louis.                                                                                      |
| Six Flags Hurricane Harbor Concord    | Concord (California)    | 1995          | 2017              | Parco acquatico situato A 30 km dal six flags Discovery kingdom , fino al 2017 si chiamava "waterworld concord"               |
| Six Flags Hurricane Harbor Phoenix    | Phoenix (Arizona)       | 2009          | 2018              | 1 dei 5 parchi acquistato da six flags nel 2018, si trova a 40 km dal Six Flags Magic Mountain                                |
| Six Flags Hurricane Harbor SplashTown | Spring (Texas)          | 1984          | 2018              | 1 dei 5 parchi acquistato da six flags nel 2018, si trova a 40 km dal Six Flags Fiesta Texas                                  |
| White Water Bay                       | Oklahoma City, Oklahoma | 1981          | 2018              | situato vicino a Frontier City. questo parco e 1 dei 5 parchi acquistato da six flags nel 2018                                |
| Splashwater Kingdom                   | Queensbury, New York    | 1995          | 1996              | Situato dentro il The Great Escape.                                                                                           |
| White Water Bay                       | San Antonio, Texas      | 1992          | 1998              | Situato dentro il Six Flags Fiesta Texas.                                                                                     |
| Six Flags Hurricane Harbor            | Valencia, California    | 1995          | N/A               | Adiacente al Six Flags Magic Mountain.                                                                                        |
| Six Flags Hurricane Harbor            | Arlington, Texas        | 1983          | 1995              | Acquistato dalla compagnia Wet 'n Wild ed è adiacente al Six Flags Over Texas.                                                |
| Six Flags Hurricane Harbor            | Jackson, New Jersey     | 2000          | N/A               | Adiacente al Six Flags Great Adventure.                                                                                       |
| Six Flags White Water                 | Marietta, Georgia       | 1983          | 1999              | Situato a circa 24,1 km dal Six Flags Over Georgia.                                                                           |

##### Al coperto
| Nome            | Luogo                | Anno Apertura | Anno Acquisizione | Note                                                        |
| --------------- | -------------------- | ------------- | ----------------- | ----------------------------------------------------------- |
| White Water Bay | Queensbury, New York | 2006          | N/A               | Situato di fronte al The Great Escape. Comprende un resort. |

## Ex proprietà
Queste proprietà sono elencate in ordine alfabetico per il nome definitivo del parco, mentre erano sotto il controllo della Six Flags.
| Parco                            | Luogo                      | Anno apertura | Anno vendita | Anno chiusura                   | Note |
| -------------------------------- | -------------------------- | ------------- | ------------ | ------------------------------- | --- |
| American Adventures              | Marietta, Georgia          | 1990          | 2008         | 2010                            | Questo parco è stato situato adiacente al Six Flags White Water, ed è stato commercializzato per famiglie con bambini piccoli. È stata acquisita da Zuma Holdings nel 2008 e definitivamente chiuso nel 2010. |
| Bellewaerde                      | Ypres, Belgio              | 1954          | 1998         | N/A                             | Questo parco è stato acquistato nel 1998. La proprietà è stata venduta ed è tuttora in funzione sotto una nuova gestione. |
| Movieland Wax Museum             | Buena Park, California     | 1962          | 1970         | 2005                            | Acquistato nel 1970, questo museo delle cere ha venduto tutte le sue aziende e si è trasferito in California, vendendo i vestiti e oggetti di scena originali al Musical Academy of Arts Association. È stato poi chiuso nel 2005. |
| Six Flags AstroWorld             | Houston, Texas             | 1968          | 1974         | 2006                            | AstroWorld è stato acquistato nel 1974. Il parco poi è stato venduto e demolito nel 2006 per altri sviluppi. |
| Six Flags Atlantis               | Hollywood, Florida         | 1982          | 1984         | 1994                            | Questo parco acquatico è stato acquistato nel 1984. È stato poi venduto e demolito nel 1994. |
| Six Flags AutoWorld              | Flint, Michigan            | 1984          | N/A          | 1985                            | Questo luogo di intrattenimento al coperto è stato chiuso e l'impianto demolito. |
| Six Flags Belgium                | Wavre, Belgio              | 1975          | 1998         | N/A                             | È stato acquistato nel 1998 ed è attualmente aperto sotto una nuova gestione. |
| Six Flags Elitch Gardens         | Denver, Colorado           | 1890          | 2007         | N/A                             | Questo parco era di proprietà di Premier Parks quando ha acquistato la catena Six Flags. È stato venduto a PARC Management nel 2007. |
| Six Flags Holland                | Biddinghuizen, Paesi Bassi | 1971          | 1998         | N/A                             | Come le altre proprietà Walibi, è stato acquistato nel 1998, ed è tuttora aperto sotto una nuova gestione. |
| Six Flags Kentucky Kingdom       | Louisville, Kentucky       | 1987          | N/A          | 2010                            | Inizialmente costruita da investitori locali, questo parco comprende un parco acquatico, lo Six Flags Splashwater Kingdom, aperto nel 1992. Nel febbraio 2010, Six Flags ha annunciato di voler chiudere il parco a causa di una disputa con il Kentucky State Fair, zona in cui risiedono molti parchi a tema della Six Flags. |
| Six Flags New Orleans            | New Orleans, Louisiana     | 2000          | N/A          | 2005                            | Originariamente aperto come Jazzland, questo parco è stato ribattezzato nel 2003. È stato chiuso dopo un grave danno subito dall'Uragano Katrina nel 2005. La città di New Orleans ha citato Six Flags nel 2009 per non aver fatto progressi nel riaprire. Nel 2011, la città ha fatto piani per un'asta nel sito per tutte le cose rimanenti e le attrezzature. |
| Six Flags Power Plant            | Baltimora, Maryland        | 1985          | N/A          | 1989                            | Situato nel quartiere di Inner Harbor di Baltimora, il sito di questo parco divertimenti al coperto è stato ristrutturato. Questo è stato il secondo tentativo di Six Flags, di avviare un parco divertimenti al coperto dopo AutoWorld. Ha avuto più successo, ma alla fine è stato chiuso nel 1989. |
| Six Flags SplashTown             | Houston, Texas             | 1984          | 2007         | N/A                             | Questo parco acquatico è stato venduto nel 2007 al PARC Management.riacquistato nel 2018 |
| Six Flags Stars Hall of Fame     | Orlando, Florida           | 1975          | 1984         | 1984                            | Questo museo delle cere era situato vicino al SeaWorld di Orlando. È stato acquisito da Harcourt Brace Jovanovich, e quasi immediatamente chiuso dopo la vendita. |
| Six Flags Waterworld             | Houston, Texas             | 1983          | N/A          | 2005                            | Questo parco acquatico era adiacente al Six Flags Astroworld. È stato venduto e demolito per altri sviluppi. |
| Six Flags Waterworld             | Sacramento, California     | 1986          | 2007         | N/A                             | Questo parco acquatico è stato acquisito dalla Premier Parks prima del suo acquisto di Six Flags. Six Flags hanno annunciato che non rinnoveranno il contratto alla fine della stagione 2006. Raging Waters ha assunto il funzionamento del parco nella stagione 2007. |
| Six Flags Worlds of Adventure    | Aurora, Ohio               | 1887          | 1995         | 2007 (Parco marino in funzione) | Il Geauga Lake Park è stato acquistato da Parks Premier nel 1995, prima della sua acquisizione di tutta la catena Six Flags. Bollato come Six Flags Ohio per la sua stagione di apertura, è stato poi rinominato Six Flags Worlds of Adventure in cui Six Flags ha affiancato al parco marino SeaWorld Ohio nel 2001. Dopo pochi anni, l'intera proprietà è stata venduta al diretto avversario della Six Flag, Cedar Fair. Il parco è stato chiuso dopo la stagione 2007, ma il parco acquatico annesso rimane attualmente in funzione. |
| Warner Bros. Movie World Germany | Bottrop, Germania          | 1967          | 2004         | N/A                             | Questo parco è stato acquistato nel 1998. È stato venduto, con la maggior parte degli altri parchi europei, nella stessa transazione nel 2004. |
| Parque Warner Madrid             | Madrid, Spagna             | 2001          | 2004         | N/A                             | Questo parco è stato costruito in una joint venture, che sarà gestito da Six Flags. È stato venduto alla Warner Bros. nel 2004. |
| Walibi Aquitaine                 | Bordeaux, Francia          | 1992          | 1998         | N/A                             | Le proprietà Walibi sono stati acquistati nel 1998. Il parco rimane tuttora sotto una nuova gestione. |
| Walibi Lorraine                  | Metz, Francia              | 1989          | 1998         | N/A                             | Le proprietà Walibi sono stati acquistati nel 1998. Il parco rimane tuttora sotto una nuova gestione. |
| Walibi Rhône-Alpes               | Lione, Francia             | 1979          | 1998         | N/A                             | Le proprietà Walibi sono stati acquistati nel 1998. Il parco rimane tuttora sotto una nuova gestione |
| White Water Bay                  | Oklahoma                   | 1981          | 2007         | N/A                             | Il parco acquatico è stato venduto alla PARC Management nel 2007.riacquistato nel 2018 |
| Wild Waves and Enchanted Village | Federal Way, Washington    | 1977          | 2007         | N/A                             | Questa combinazione di parco divertimenti e parco acquatico è stato venduto nel 2007, e tutt'oggi è aperto. |
| Zoombezi Bay                     | Columbus, Ohio             | 1896          | 2006         | N/A                             | L'immobile è stato venduto all'adiacente Columbus Zoo and Aquarium nel 2006. Il parco ha riaperto in gestione zoo il 26 maggio 2008 come Zoombezi Bay. |